# إدوارد هينيغ
إدوارد هينيغ (بالإنجليزية: Edward Hennig)‏ هو لاعب جمباز فني أمريكي، ولد في 13 أكتوبر 1879 في كليفلاند في الولايات المتحدة، وتوفي بنفس المكان في 28 أغسطس 1960.

## وصلات خارجية
- إدوارد هينيغ على موقع أوليمبيديا (الإنجليزية)